# Leszek Bednarczuk
Leszek Bednarczuk (ur. 30 maja 1936 w Wilnie) – polski językoznawca, indoeuropeista i celtolog. Od 1987 r. profesor Wyższej Szkoły Pedagogicznej w Krakowie, od roku 1991 członek korespondent, od 2022 członek czynny Polskiej Akademii Umiejętności.
Jego prace obejmują zakres językoznawstwa indoeuropejskiego, języków: polskiego, słowackiego, celtyckich (walijski, irlandzki), bałkańskich i innych.

## Życiorys
Urodził się w Wilnie w rodzinie polskiej. Syn nauczycielki i oficera rezerwy Wojska Polskiego, zatrudnionego w nadleśnictwie Narocz. Dzieciństwo spędził na Wileńszczyźnie w Daugieliszkach, Kobylniku i w okolicach Grodna. W kwietniu 1945 r. wyjechał wraz z rodziną do Nowego Sącza. Szkołę podstawową ukończył w Tęgoborzu (1945–1949), następnie uczęszczał do Liceum im. Jana Długosza w Nowym Sączu (1949–1953). W 1953 przeniósł się do Krakowa, gdzie rozpoczął studia w Wyższej Szkole Pedagogicznej na kierunku filologia polska (1953–1957). Po uzyskaniu dyplomu magistra kontynuował studia na Uniwersytecie Jagiellońskim na kierunku filologia słowiańska (1957–1960). Pracę magisterską z filologii słowiańskiej, napisaną pod kierunkiem profesora Tadeusza Milewskiego, obronił w 1960. Pracę doktorską pt. Polskie spójniki parataktyczne, napisaną również pod kierunkiem Tadeusza Milewskiego, obronił w 1964. Ukazała się ona drukiem w 1967.
W 1971 uzyskał stopień doktora habilitowanego na podstawie rozprawy pt. Indo-European Parataxis. Tytuł profesora zwyczajnego otrzymał w 1988. Jako badacz naukowy i dydaktyk pracował w Wyższej Szkole Pedagogicznej w Krakowie (1960–2004), a następnie w Wyższej Szkole Zawodowej w Sanoku (do 2010) i równolegle w Akademii Polonijnej w Częstochowie (do chwili obecnej). Jest członkiem Polskiej Akademii Umiejętności od 1991, a także członkiem rad naukowych kilku czasopism językoznawczych, m.in. Acta Baltico-Slavica, Studia Linguistica (Annales Universitatis Paedagogicae Cracoviensis), Lingua Posnaniensis, Studia Indogermanica Lodziensia, Studia Albanica i innych. Jest także członkiem towarzystwa naukowego Fides et ratio.
W 2010 został członkiem Krakowskiego Społecznego Komitetu Poparcia Jarosława Kaczyńskiego w przyspieszonych wyborach prezydenckich, a w 2015 poparł Andrzeja Dudę jako członek Akademickiego Komitetu Honorowego. Członek Akademickiego Klubu Obywatelskiego im. Prezydenta Lecha Kaczyńskiego w Poznaniu.
Ożeniony z Alicja z d. Mazurkiewicz, etnografką, pochodzącą z Kamionki Strumiłowskiej. Mają dwoje dzieci: Aldonę i Miłosza.

## Badania i zainteresowania naukowe
Profesor Leszek Bednarczuk jest autorem ponad dziesięciu książek z zakresu językoznawstwa oraz współautorem i redaktorem obszernej dwutomowej syntezy Języki indoeuropejskie, która ukazała się w 1986–1988 w wydawnictwie PWN. Ponadto jest współautorem i współredaktorem kilkunastu książek z dziedziny językoznawstwa, z których ważniejsze to: Dzieje Słowian w świetle leksyki (2002), Językoznawstwo historyczne i typologiczne (2008) oraz Polszczyzna i inne języki (2010).
Jest autorem blisko 250 artykułów i recenzji, opublikowanych w kraju i za granicą, w około dziesięciu językach. Obok wspomnianych dziedzin, takich jak językoznawstwo indoeuropejskie, w tym zwłaszcza słowiańskie, bałtyckie i celtyckie, publikuje również prace w takich obszarach jak: językoznawstwo ugrofińskie, tocharskie, albańskie czy irańskie, języki praindoeuropejskie (praceltycki i italskie), tzw. języki staroeuropejskie (substrat śródziemnomorski – etruski, iberyjski, pelazgijski – w językach indoeuropejskich), język nostratycki, kontakty językowe bałto-słowiańskie, bałtosłowiańsko-ugrofińskie, słowiańsko-albańskie, słowiańsko-germańskie, słowiańsko-romańskie, italo-celtyckie, celtobryto-romańskie i inne, gwary polskie (na Litwie, Sądecczyźnie i w Ziemi Sanockiej), gwary zawodowe (m.in. język flisaków), zagadnienia tzw. nowomowy, język transcendencji (Słowo Boże i język aniołów), etnogeneza Słowian i Bałtów (zwłaszcza Polaków, Litwinów i Białorusinów), toponimia, antroponimia i etnonimia (słowiańska, bałtycka i celtycka), etymologia (m.in. kilka artykułów na temat pochodzenia wyrazu pan w języku polskim i jego zapożyczeń w innych językach), składnia w językach indoeuropejskich (zwłaszcza słowiańskich, bałtyckich, germańskich i celtyckich), fonologia, morfonologia i morfosyntaktyka (zarówno w ujęciu porównawczym, jak i w teorii języka), metodologia badań językoznawczych, historia językoznawstwa w Polsce i w poszczególnych ośrodkach (m.in. w Krakowie, w Wilnie, we Lwowie i w Częstochowie).
Jako jeden z nielicznych na świecie i obecnie jako jedyny badacz w Polsce zna on i bada wymarły celtycki język galijski. W Częstochowie od lat 90. XX wieku współorganizował i współtworzy środowisko naukowo-badawcze celtologów.
Jako językoznawca profesor Leszek Bednarczuk jest uczniem i kontynuatorem szkoły lingwistycznej profesora Tadeusza Milewskiego. Innym znanym uczniem Tadeusza Milewskiego był Karol Wojtyła, który znał, cenił i przyjaźnił się z profesorem Leszkiem Bednarczukiem, a następnie – już jako papież Jan Paweł II – przyjął go na prywatnej audiencji w Watykanie.
Pod wpływem doświadczeń z dzieciństwa, kiedy to zetknął się z oddziałem partyzanckim mjr. Antoniego Burzyńskiego ps. „Kmicic”, zajął się też opracowaniem kalendarium wydarzeń i relacji członków Okręgu Wilno Armii Krajowej w artykule „Od Naroczy do Niemna. Relacje partyzantów Kmicica – Łupaszki – Ronina Armii Krajowej na Wileńszczyźnie III.1943–VII.1944”. Tematykę tę rozwiną w publikacji książkowej, napisanej pod tym samym tytułem wspólnie Moniką Tomkiewicz. Wystąpił jako ekspert w filmie dokumentalnym Agencji Filmowej dla Telewizji Polskiej z 2000 r. pt. „Łupaszka”, ukazujący działalność mjr. Zygmunta Szendzielarza.